# Free Life Fantasy Online
《Free Life Fantasy Online ～人外姫様、始めました～》是日本作家子日あきすず撰寫的輕小說。2018年2月以《Free Life Fantasy Online》連載於小說網站成為小說家吧，同年11月出版經講談社改題並出版小說，由Sherry擔綱插畫。改編漫畫在2019年12月開始連載於，由和作畫。

## 登场人物
※同時有遊戲和現實名字會由<遊戲名><現實名>分別，只有現實名字會用斜體字體。

### 主角和其家人
遊戲名：アナスタシア／アナスタシア・アトロポス・ネメセイア
現實名：月代 琴音／アナスタシア・？・ファーニヴァル
混血兒，母親為日本人，父親為歐美人士，因此有兩個名字，母親側名字為月代 琴音，父親側名字為アナスタシア・？・ファーニヴァル，平時居住在日本並在日本上學所以很少使用アナスタシア的名字。
使用另一個現實名字アナスタシア來創建遊戲角色。後續完成冥府任務時獲得可以添加家名權利後，角色名稱變成アナスタシア・アトロポス・ネメセイア。
本作主角，在Free Life Fantasy Online正式開服才開始進行遊戲的第一梯次玩家。選擇的種族是不死族，初期為喪屍，後來找到墓地內的隱藏房間並吃下王家心臟後滿足了特殊條件後進化成為「不死者女王」。
遊戲名：アキリーナ
現實名：月代 秋菜／カトリーナ・？・ファーニヴァル
混血兒，琴音的妹妹，母親為日本人，父親為歐美人士，因此有兩個名字，母親側名字為月代 秋菜，父親側名字為カトリーナ・？・ファーニヴァル，平時居住在日本並在日本上學所以很少使用カトリーナ的名字。
本作另一個主角，在Free Life Fantasy Online公測時就開始進行遊戲的公測玩家，在公測時期參加玩家PVP大賽獲得第二名，是知名的玩家之一。
月代 桜花／リオノーラ・？・ファーニヴァル
月代琴音和月代秋菜的母親。
日本人，因為嫁給歐美人士的丈夫所以有另一個名字。
ブラッドフォード・クラーク・ファーニヴァル
月代琴音和月代秋菜的父親。

### 主角現實側
遊戲名：トモ
現實名：小櫻 智大

遊戲名：スグ
現實名：堀合 傑

遊戲名：ナディア
現實名：柳瀬 愛奈

遊戲名：ヘレン
現實名：松兼 華蓮

遊戲名：エリーザ
現實名：エリザベス・オフィーリア・レンフィールド

遊戲名：レティ
現實名：コレット・？・レイン

遊戲名：アビー
現實名：アビゲイル・セリーナ・ルークラフト

遊戲名：ドリー
現實名：ドロシー・？・メイシー

シルヴェスター・ノア・レンフィールド
主角母親工作場所的社長。
マクシミリアン・ルイス・ルークラフト
主角父親工作場所的社長。
坂見 勇馬

遊戲名：ラピス
現實名：一ノ宮 瑠璃

### 玩家側
エルツ
鍛冶師。矮人男性。
ダンテル
裁縫師。人類男性。
ニフリート
細工師。機人女性。
プリムラ
木工師。兔獸人女性。
サルーテ
藥劑師。人類女性。
マギラス
廚師。精靈男性。

## 出版書籍

### 小說
| 冊數 | 講談社         | 講談社                 |
| 冊數 | 發售日期       | ISBN                   |
| ---- | -------------- | ---------------------- |
| 1    | 2018年11月30日 | ISBN 978-4-06-514187-8 |
| 2    | 2019年5月31日  | ISBN 978-4-06-516472-3 |
| 3    | 2019年11月1日  | ISBN 978-4-06-517998-7 |
| 4    | 2020年6月2日   | ISBN 978-4-06-520152-7 |
| 5    | 2020年12月2日  | ISBN 978-4-06-522123-5 |
| 6    | 2021年9月2日   | ISBN 978-4-06-524993-2 |
| 7    | 2022年5月2日   | ISBN 978-4-06-528074-4 |

### 漫畫
| 冊數 | 講談社        | 講談社                 |
| 冊數 | 發售日期      | ISBN                   |
| ---- | ------------- | ---------------------- |
| 1    | 2020年7月9日  | ISBN 978-4-06-520040-7 |
| 2    | 2020年11月9日 | ISBN 978-4-06-521183-0 |
| 3    | 2021年2月9日  | ISBN 978-4-06-522128-0 |
| 4    | 2021年6月9日  | ISBN 978-4-06-523379-5 |
| 5    | 2021年10月7日 | ISBN 978-4-06-525167-6 |
| 6    | 2022年3月9日  | ISBN 978-4-06-526976-3 |
| 7    | 2022年7月7日  | ISBN 978-4-06-528581-7 |

## 外部連結
- 成為小說家吧連載網站（日語）
- 漫畫連載網站（页面存档备份，存于）（日語）
- 講談社已刊載作品瀏覽 （页面存档备份，存于）（日語）